# Sankt Matthäuskirche
La St. Matthäuskirche è una chiesa di Berlino, nel quartiere Tiergarten.
È compresa nell'area del Kulturforum, non distante da Potsdamer Platz.

## Architettura

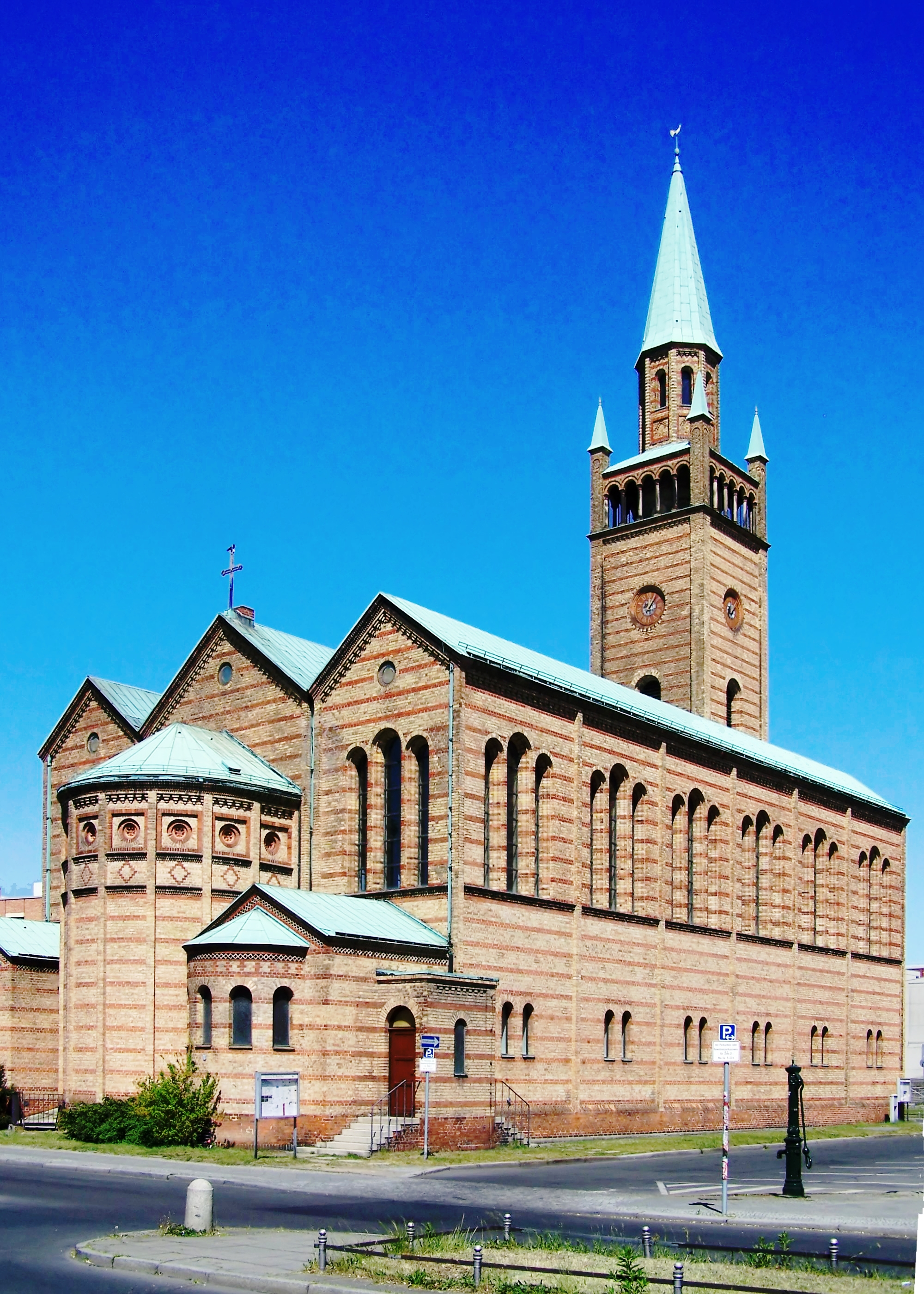
Esterno dell'abside e del coro

La chiesa venne costruita fra il 1844 e il 1846 su progetto di Friedrich August Stüler e Herbert Wentzel. Il progetto prevedeva la realizzazione di una struttura ispirata allo stile romanico italiano. Venne realizzato un edificio perciò a tre navate, ognuna sormontata da un tetto a tre ordini. L'estremità orientale della chiesa termina con un'abside semicircolare. Particolarità dell'edificio è la finitura esterna, infatti il rivestimento della chiesa fu realizzato alternando fasce di mattoni di due colori, giallo e rosso, ottenendo così un effetto cromatico molto particolare. La chiesa originariamente era circondata da palazzi e sorgeva al centro di una piccola piazza. Oggi invece è circondata dai nuovi interventi effettuati a partire dagli anni sessanta e che hanno portato alla nascita del Kulturforum.